# Lepanthes silvae
Lepanthes silvae là một loài thực vật có hoa trong họ Lan. Loài này được H.Dietr. mô tả khoa học đầu tiên năm 1988.